# Stazione di Lioni
Stazione di Lioni vasútállomás Olaszországban, Lioni településen.

## Vasútvonalak
Az állomást az alábbi vasútvonalak érintik:
- Avellino–Rocchetta Sant’Antonio-vasútvonal

## Kapcsolódó állomások
A vasútállomáshoz az alábbi állomások vannak a legközelebb:
- Sant’Angelo dei Lombardi railway halt
- Lioni Valle delle Viti railway halt